# Мнемозина (картина)
«Мнемозина» (также «Лампа памяти» и «Рикорданза») — картина английского художника-прерафаэлита Данте Габриэля Россетти, писавшаяся в период с 1875 по 1881 год. Натурщицей для этой работы стала Джейн Моррис.

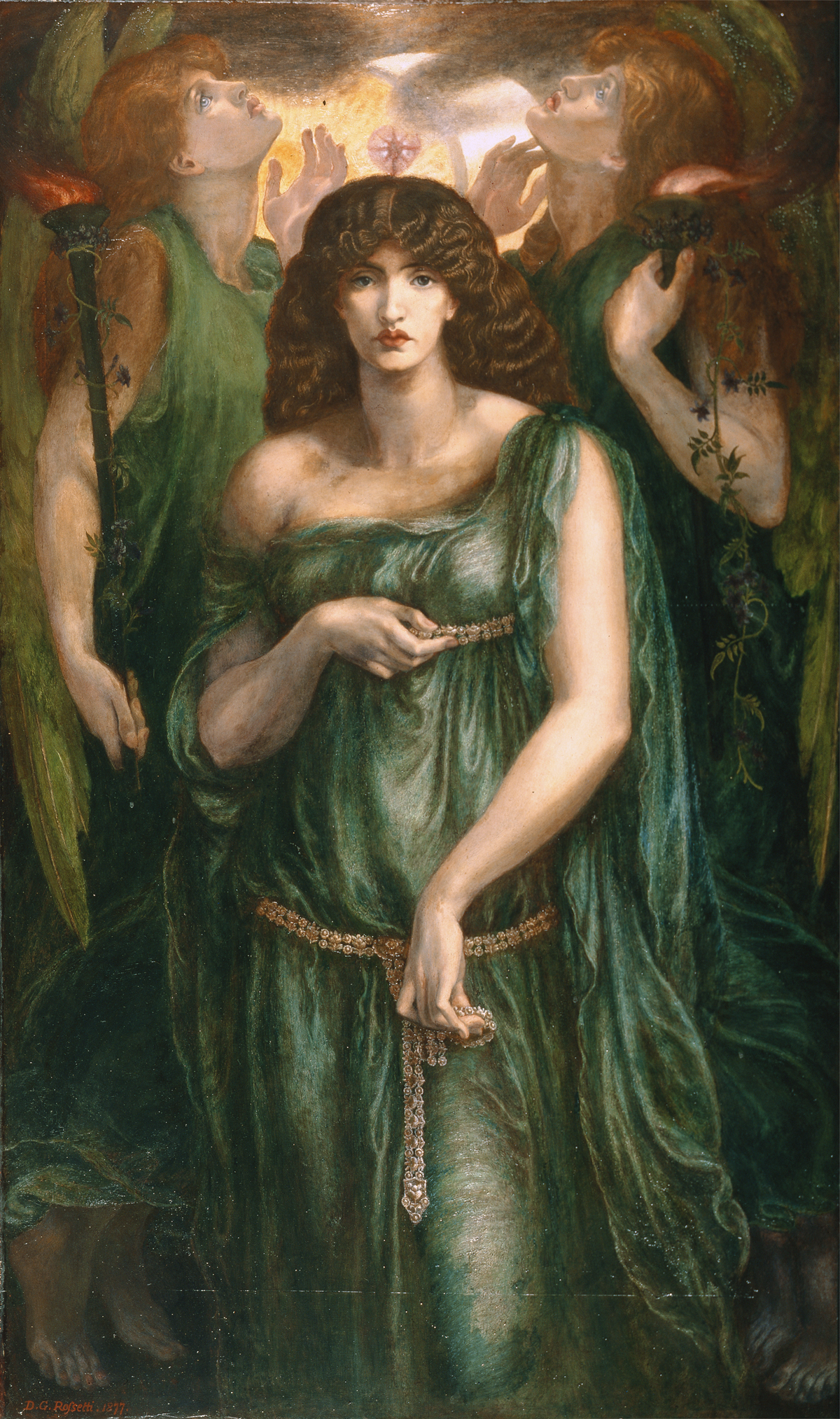
«Астарта Сирийская»

## Информация о картине
Россетти начал писать «Мнемозину» как эскиз к другой своей работе «Астарта Сирийская», для которой Джейн Моррис позировала зимой 1875—1876 года, но позже он переделал этот эскиз в образ Мнемозины — греческой богини памяти. Художник упоминал об обеих картинах в письме своей матери 29 апреля 1876 года, где писал, что их отличает положение рук и головы натурщицы.
Спустя месяц Россетти заказал раму и собирался продать работу Кларенсу Фраю, но тот отказался, и в июле 1876 года картину пожелал приобрести Фредерик Лейланд, известный тем, что купил несколько женских портретов авторства Россетти. Картина была слишком большой для его кабинета, поэтому художник продолжил работать над полотном. По завершении работ «Мнемозина» попала к Лейланду в 1881 году.
Надпись на раме гласит:
Thou fill'st from the winged chalice of the soul 

Thy lamp, O Memory, fire-winged to its goal.

## Провенанс
Фредерик Ричардс Лейланд купил картину у Россетти в 1881 году. Она висела в гостиной Лейланда вместе с пятью другими картинами Россетти, которые Лейланд называл «потрясающими». В 1892 году картина была выставлена на аукционе Кристис, после чего несколько раз сменила хозяев, пока в 1916 году её не приобрёл Сэмьюэл Бэнкрофт младший, владелец одной из самых крупных коллекций картин прерафаэлитов. В 1935 году Бэнкрофты передали коллекцию Художественному музею Делавэра, где она находится по сей день.
Картина выставлялась в Лондоне в 1883 году, в Глазго в 1893 году и повторно в Лондоне в 1906 году. Она также выставлялась в Нью-Хейвене в 1976 году и Ричмонде в 1982 году.